# Андроник Комнин (син на Алексий I Комнин)
Андроник Комнин Порфирогенит (18 септември 1091 – 1130/1131) е византийски севастократор, втори син на византийския император Алексий I Комнин и на Ирина Дукина.

## Биография
Андроник Комнин е роден на 18 септември 1091 г.  Той е син на византийския император Алексий I Комнин и на Ирина Дукина.  Брат е на император Йоан II Комнин и на византийската историчка Анна Комнина. По майчина линия Андроник е потомък на българския царски род на Комитопулите. Баба му Мария е дъщеря на цар Иван-Владиславовия син Траян. Тъй като е роден при управлението на баща си, Андроник е наричан в изворите Порфирогенит (Багренородни) – така, например, в един ръкопис, в който се изброяват децата на императора, срещу рождената дата на Андроник - 18 септември 1091 г., е записано раждането на багренородния кир Андроник. Според изследователя Василиос Скулатос от „Алексиадата“, написана от сестрата на Андроник, се подразбира, че около 1116 г. той все още е бил младеж, което предполага, че раждането му трябва да се отнесе към 1099/1100 г.
След смъртта на чичо му Исак около 1102-1104 г., Андроник Комнин наследил неговата титла на севастократор. Според Йоан Зонара това събитие последвало сватбата на Андроник, който бил оженен, след като навършил подходяща възраст.. През 1116 г. Андроник Комнин командва лявото крило на византийската войска в битката при Филомелион срещу селджуксикте турци. По време на битката той се спуснал в дръзко преследване на противника и успял да залови селджукския султан Маликшах. В Алексиада този епизод е придружен с дълга епитафия за Андроник, което кара някои изледователи погрешно да заключат, че Андроник е бил убит в битката.
Когато император Алексий I Комнин легнал на смъртен одър през август 1118 г., Андроник Комнин взел страната на сестра си Анна и майка им Ирина в организирания от тях заговор срещу възцаряването на Йоан II Комнин. Въпреки това новият император простил на брат си и му позволил да остане в двореца. През 1122 г. Андроник отново командва войски по време на кампанията на брат му срещу печенегите. Според Михаил Италик Андроник изиграл решаваща роля за обрата в битката и последвалата ромейска победа, като събрал постъпващите войски и дори заплашил знаменосеца с незабавна екзекуция, ако не удържи позицията си. Според Теодор Продром Андроник взел и участие в победоносната кампания на Йоан II Комнин срещу унгарския крал Ищван I от 1129 г.
Типикът на манастира „Света Богородица Кехаритоменска“, основан от императрица Ирина Дукина, почита паметта на сина на Наше Величество, багренородния и севастократор кир Андроник Комнин. В една поема на Теодор Продром, адресирана до императрица Ирина Дукина, се споменава, че Андроник Комнин е починал в Мала Азия по времето, около което брат му – севастократор Исаак Комнин – бил прогонен от Константинопол – 1130/1131 г. Тези сведения се потвърждават и от запазения текст на една песен от Михаил Италик, в която се споменава, че императрица Ирина Дукина и Никифор Вриений придружили тялото на покойния Андроник от азиатския бряг до Константинопол.
Севастократор Андроник Комнин е бил женен поне два пъти. За първата му съпруга се предполага, че се казвала Ирина и е била дъщеря на Володар Ростиславич, княз на Пшемишъл. В Начална руска летопис се споменава, че на 20 юли 1104 г. дъщерята на Володар била отведена в Цариград, за да се омъжи за сина на императора. Типикът на манаситира Кехаритомен почита паметта на дъщерята на наше Величество, севастократориса кира Ирина. Вероятно тя е починала около 1110 г.
В една поема на Теодор Продром се споменават севастократор и порфирогенит Андроник и неговата съпруга севастократориса Анна. Вероятно този откъс визира Андроник и втората му съпруга.

## Семейство
- Алексий Комнин – за него се предполага, че е син на Андроник от първата му съпруга Ирина, а сведенията от поемата на Теодор Продром позволяват смъртта му да се отнесе към 1120 г.
- Мария Комнина – името ѝ и датата на смъртта ѝ, 3 февруари, са съхранени в поменика на манастира „Христос Филантроп“, основан от императрица Ирина Дукина, който посочва Андроник като баща на Мария.[14]
- Анна Комнина – името ѝ и дата на смъртта ѝ 22 юли са съхранени в поменика на манастира „Христос Филантроп“, основан от императрица Ирина Дукина. Поменикът обаче посочва, че тя е дъщеря на севастократора и порфирогенит, без да уточнява дали този севастократор е Андроник или брат му Исак. Основание да се смята, че тук става въпрос за дъщерята на Андроник, дава фактът, че на друго място в поменика е спомената друга Анна Комнина, дъщеря на севастократор Исак Комнин.
- Йоан Дука Комнин – протовестиарий и протосеваст – името му е съхранено в списъка на присъстващите на синода от 6 март 1166 г., в който севастократор Андроник Комнин е споменат като негов баща. Освен това Йоан Кинама споменава, че Йоан – най-малкият син на севастократор Андроник Комнин, първи протовестиарий, бил назначен за протосеваст.